# أطلس تاريخ الدولة العباسية
أطلس تاريخ الدولة العباسية هو كتاب من تأليف سامي المغلوث، يتحدث الكتاب عن الدولة العباسية، منذ نشأتها ونهضتها إلى سقوطها بالخرائط والصور الموضحة، وجاء في ستة أبواب رئيسة، حيث تناول الباب الأول قيام الدولة العباسية، والباب الثاني، تناول فيه العصر العباسي الأول، والباب الثالث خُصص لعصر النفوذ التركي، والباب الرابع، لعصر النفوذ البويهي، والباب الخامس لعصر النفوذ التركي السلجوقي الذي تخلله مجيء الحملات الصليبية على المشرق الإسلامي، وسقوط الدولة العباسية على أيدي المغول سنة 656 هـ. بينما جاء الباب السادس ليتناول أبرز الملامح الحضارية في العصر العباسي، ثم ألحق المؤلف هذه الأبواب بملاحق لإثبات المصادر والمراجع، وفهرس للعناوين والأبواب الخاصة بهذا الأطلس.